# William Giblin

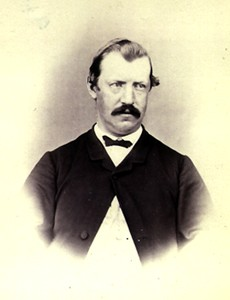
William Giblin (1874)

William Robert Giblin (* 4. November 1840 in Hobart, Tasmanien; † 17. Januar 1887 ebenda) war ein australischer Politiker, der unter anderem zwischen März und Dezember 1878 sowie erneut von 1879 bis 1884 Premierminister von Tasmanien war. Er war zuletzt von 1885 bis zu seinem Tode 1887 Richter am Supreme Court of Tasmania, dem Obersten Gerichtshof Tasmaniens.

## Leben
William Robert Giblin, Sohn des Standesbeamten und Diakons der Kongregationalistischen Kirche, William Giblin, und dessen Ehefrau Marion Falkiner, erhielt seine schulische Bildung von seinem Onkel und an der Hobart High School, verließ diese jedoch mit 1853, um für die Anwaltskanzlei „Allport & Roberts“ zu arbeiten. Später absolvierte er ein damals noch mögliches Studium der Rechtswissenschaften in der Kanzlei von John Roberts und wurde 1864 als Rechtsanwalt zugelassen, woraufhin er Partner in der Kanzlei des späteren Premierministers Henry Dobson in Hobart wurde.
Am 13. März 1869 wurde Giblin Mitglied des Tasmanian House of Assembly und vertrat zunächst bis August 1871 den Wahlkreis „Hobart Town“. 1870 wurde er in die Regierung von Premier James Wilson berufen und bekleidete in diesem bis zum 4. November 1872 das Amt des Generalstaatsanwalts. Am 1. September 1871 wurde er abermals Mitglied des House of Assembly, in dem er nunmehr bis zu seiner Wahlniederlage am 22. Juni 1877 den Wahlkreis „Central Hobart“ vertrat. Während dieser Zeit fungierte er von November 1872 bis August 1873 als Oppositionsführer und bekleidete anschließend zwischen dem 4. August 1873 und dem 20. Juli 1876 in der Regierung von Premier Alfred Kennerley noch einmal den Posten des Generalstaatsanwalts. Nach seinem Ausscheiden aus der Regierung war er von Juli 1876 bis Juni 1877 wieder Oppositionsführer.
Am 9. August 1877 übernahm William Giblin in der ersten Regierung von Premier Philip Fysh die Ämter als Generalstaatsanwalt und Schatzminister der Kolonie Tasmanien und übte diese Funktionen bis zum 5. März 1878 aus. Kurz nach seinem Eintritt in die Regierung wurde er am 22. August 1877 im Wahlkreis „Wellington“ noch einmal zum Mitglied des Tasmanian House of Assembly gwählt, dem er nunmehr bis zu seinem Rücktritt am 11. Februar 1885 angehörte. Am 5. März 1878 wurde er als Nachfolger von Philip Fysh erstmals Premierminister von Tasmanien und bekleidete dieses Amt bis zu seiner Ablösung durch William Crowther am 20. Dezember 1878.
Nachdem Giblin zwischen Januar und Oktober 1879 erneut Oppositionsführer war, löste er William Crowther am 30. Oktober 1879 als Premierminister von Tasmanien ab und bildete seine zweite Regierung, in der er Schatzminister und zeitweise Generalstaatsanwalt war. Er verblieb in diesen Funktion bis zum 15. August 1884, woraufhin Adye Douglas neuer Premierminister wurde.
Zuletzt wurde Giblin als Nachfolger von Francis Smith am 7. Februar 1885 als Richter an den Supreme Court of Tasmania berufen, dem Obersten Gerichtshof Tasmaniens, und bekleidete dieses Richteramt bis zu seinem Tode am 17. Januar 1887. Sein Richteramt wurde am 14. März 1887 von Robert Patten Adams übernommen.

## Hintergrundliteratur
- W. A. Townsley: The Struggle for Self-Government in Tasmania 1842–1856, Hobart 1951
- F. C. Green (Herausgeber): A Century of Responsible Government 1856–1956, Hobart 1956